# Stefan Olsdal
Stefan Olsdal (születési nevén Stefan Alexander Bo Olsdal) (Göteborg, 1974. március 31. –) svéd zenész, a Placebo együttes basszusgitárosa és a Hotel Persona nevű trió tagja.

## Élete
Fiatal korában Luxemburgban, az American International School of Luxembourgban tanult, ott ahol a Placebo énekese, Brian Molko is. Így ők már az iskolás évektől ismerték egymást. Stefan itt kezdett zenélni is, az iskola zenekarában 1987-től játszott mint dobos. Végül a középiskolát Svédországban fejezte be, ahonnan szüleivel Londonba költöztek, ahol a Musicians Institute-ba járt. Homoszexuális irányultságát nyíltan vállalja.

## A Placebo alapítása
Jóval az iskolás éveik után Brian és Stefan véletlenül újra találkoztak a Dél-Kensingtoni metróállomáson, Londonban. Ekkor döntötték el, hogy együtt fognak zenélni. Megalapították az Ashtray Heart nevű együttest, melynek harmadik tagja Brian egyik barátja Steve Hewitt volt. Aki nem lehetett a kezdetektől a Placebo hivatalos tagja, mert már egy másik kiadóhoz volt leszerződve. Ezek után Stefan egy régi iskolatársa, Robert Schultzberg lett az együttes dobosa. Csak 1996-ban lehetett újra Steve az együttes dobosa.

## Felszerelése
Olsdal sokféle hangszert használ: Gibson Thunderbirdet, Fender Jazz Basst, Fender Bass VI-öt, Gibson Les Paul Customot, Gretsch Anniversaryt, és egyes élő előadásain a Teenage Angst-nak egy Technics szintetizátort. A Meds időszak alatt, használt még egy Gibson Flying V Bass a Nancy Boy-hoz, habár ezt a gitárt a 2006-os Reading Festivalon összetörte. Az erősítést Ampeg és Marshall erősítőkkel oldja meg.